# Стелс (жанр відеоігор)

Metal Gear Solid: Солід Снейк ховається за контейнером.

Стелс (англ. Stealth — нишком, таємно) — жанр відеоігор, у яких гравцеві потрібно непомітно пересуватися, ховатися, потаємно та швидко вбивати ворогів, і уникати викриття, щоб виконати поставлене завдання. Попри те, що цей жанр порівняно старий, існує не так багато відеоігор, що класифікуються як стелс-бойовики. Частіше за все трапляються проєкти, що містять елементи стелсу. Найбільшу популярність жанр отримав завдяки серіям відеоігор Thief, Metal Gear, Hitman, Splinter Cell, Assassin's Creed та іншим.

## Історія
Першою відеогрою зі стелс-елементами вважається Castle Wolfenstein (не плутати з Wolfenstein 3D), випущена 1981 року компанією Muse Software. Стелс як жанр остаточно сформувався з виходом відеогри «Thief», яка кристалізувала всі основні елементи жанру у стилі фентезі. Але відомішим стелс-проєктом стала Metal Gear, випущена японською компанію Konami 1987 року для MSX2, пізніше портована на NES. Відеогра заклала багато принципів, що складають основу сучасних стелс-проєктів, які тяжіють не до фентезійної, а технічної тематики, і стала досить успішною, розійшовшись більш ніж мільйоном копій.
За Metal Gear пішли два незалежні сиквели відеогри, випущені 1990 року: Snake's Revenge (створений без участі головного дизайнера серії Хідео Кодзіми та не є частиною офіційної хронології Metal Gear) в Америці та Європі для NES і Metal Gear 2: Solid Snake (офіційний сиквел, спродюсований Кодзімою) у Японії на MSX2. Snake's Revenge практично не привніс нічого нового в ігровий процес, змістивши баланс убік бойовика. Metal Gear 2 ж своєю чергою внесла чимало змін і поліпшень в ігровий процес, зокрема суттєво покращений ігровий штучний інтелект супротивників.

Відомо, що популярний шутер Wolfenstein 3D також міг стати стелс-відеогрою. Впродовж розроблення Wolfenstein 3D, розробники з id Software експериментували зі стелсом, надавши гравцеві можливість прокрадатися за спинами ворогів або перевдягатися у ворожу форму, але в підсумку нічого із цього до відеогри не потрапило. Жанр не використовувався аж до виходу відеогри Goldeneye 007 для Nintendo 64 1997 року, у якій, щоб виконати завдання, можна було використовувати як грубу силу, так і стелс, який часто був безпечніше для проходження, як у Thief: The Dark Project.

Гаррет, з відеогри Thief: Deadly Shadows.

Стелс-відеоігри не мали масової популярності аж до виходу Metal Gear Solid (наприклад, Thief здобула нагороду, але в номінації «Ліве Різьблення» — за версією журналу Game.exe), яка завдяки приголомшливому успіху незабаром отримала сиквел Metal Gear Solid 2: Sons of Liberty, приквел Metal Gear Solid 3: Snake Eater і безліч побічних ігрових відгалужень. Splinter Cell значно популяризував жанр для персональних комп'ютерів — було випущено п'ять повноцінних проєктів. Серія Hitman створила цілий піджанр стелсу — «соціальний» стелс, в якому гравцю потрібно не ховатися в тіні, а ховатися серед людей, гублячись у натовпі, змінюючи одежу та намагаючись не привертати зайвої уваги.
Останнім часом розробники часто додають у свої відеоігри інших жанрів стелс-елементи, щоб урізноманітнити ігровий процес. Тут варто відзначити проєкти No One Lives Forever, Syphon Filter, Commandos, Prisoner of War, Perfect Dark, Far Cry, Deus Ex, The Elder Scrolls IV: Oblivion і Counter-Strike: Condition Zero, Splinter Cell: Conviction у яких ця комбінація жанрів вийшла досить вдало.

## Ігровий процес
Ігровий процес стелс-відеоігор значно відрізняється від бойовиків. Часто у відеоіграх цього жанру гравець дуже вразливий і може загинути від пари поранень. У багатьох стелс-відеоіграх гравцеві доводиться усувати ворогів непомітно, щоб не викликати тривогу, оскільки тоді кількість ворогів значно зросте.

## Найвизначніші відеоігри
Важливі ігри для жанру
Ігри, які просунули вперед жанр стелс.
- Castle Wolfenstein (1981): Перший стелс. У цій грі вже можна було брати ворогів у полон, обшукувати трупи й переодягатися у ворожу уніформу.
- Metal Gear (1987): Перший стелс, що вийшов на консолях. У цій грі з'явився режим тривоги, що включається при викритті гравця. При цьому на ігровому рівні з'являється більше ворогів. Крім цього, головний герой мав здатність битися кулаками.
- Metal Gear 2: Solid Snake (1990): Продовження першого популярного стелсу. У героя з'явилася здатність присідати й плазувати, стукати по стінах, щоб привернути увагу ворога. На екрані з'явився радар, детектор шуму. Вороги отримали широкий кут зору (раніше була тільки пряма лінія) і здатність чути звуки (включаючи кроки гравця).
- Tenchu: Stealth Assassins (1998): Перший 3D стелс-екшен і перший 3D стелс-екшен на консолях.
- Thief: The Dark Project (1998): Перший 3D стелс-екшен для PC. Герой умів ховатися в тіні, гравець міг довідатися про присутність ворога за створеним ним шумом (кроки, розмови). Крім цього гра мала просунуту, як на ті часи, фізику.
- Syphon Filter 2 (2000): Перший стелс із режимом мультиплеєра.
- Hitman: Codename 47 (2000): Перший стелс-екшен, у якому не доводиться ховатися в темних кутах, а міняти маскування і не викликати підозри.
- Metal Gear Solid 2: Sons of Liberty (2001): Перший стелс-екшен з колективним штучним інтелектом для охоронців, які вміли працювати в групах (і постійно спілкувалися один з одним по рації).
- Splinter Cell: Pandora Tomorrow (2004): Перший стелс-екшен, що сполучає в мультиплеєрі стелс і 3D-шутер.
- Manhunt (2004): Скандальний стелс, де потрібно протягом усієї гри убивати ворогів жорстоко й тихо, ховатися в тіні й ховати тіла вбитих ворогів.
- The Chronicles of Riddick: Escape from Butcher Bay (2004): Стелс-екшен, у якому сполучені стелс-екшен, 3D-шутер і файтинг .

Відомі серії стелс-ігор
- Серія Metal Gear: Головний піонер стелс геймплею, що заклав його основи.
- Серія Thief: Ця серія відкрила стелс від першої особи і можливість ховатися в тіні.
- Серія Deus Ex: Ігри цієї серії сполучають екшен, RPG і стелс, що дозволяє розв'язувати поставлені грою завдання різними способами.
- Серія Splinter Cell: Піонер реалістичного стелсу й одночасно одна із найпопулярніших стелс-ігор для PC.
- Серія Syphon Filter: Серія популярна цікавим сюжетом і місіями, що комбінують стелс і екшен.
- Серія Hitman: Піонер у соціальному стелсі. Гравець повинен уникати зайвої уваги ворогів, міняти одяг і ховатися в натовпі. Метою кожної місії є вбивство людини або групи людей. За вбивство інших людей на гравця накладаються суворі штрафи.
- Серія Tenchu: Ігри про ніндзя, що фокусуються на стелсі, як головному елементі геймплею.
- Серія No One Lives Forever: Стелс-орієнтований екшен у комедійному стилі шпигунських фільмів.
- Падіння яструба. У тилу ворога: Стелс-екшен на тему Другої світової війни.
- Commandos (серія): Суміш стратегії й RPG, дія йде під час Другої світової війни. Є можливість як прихованих, так і активних дій.
- Watch Dogs: Симулятор хакера.